# Luan He
Luan He (chiń. upr. 滦河; pinyin Luánhé; Wade-Giles Luan Ho, znana także jako Le Shui, a w starożytności pod nazwą Ru) – rzeka w północno-wschodnich Chinach mająca długość 877 km, płynąca głównie przez prowincję Hebei. 
Płynie w kierunku północnym od swojego źródła w górach prowincji Hebei do regionu autonomicznego Mongolia Wewnętrzna; pierwotny ciek ma nazwę Shandian, a górny bieg - Shangdu, od dawnej mongolskiej stolicy, którą mija.  Poniżej miasta Duolun skręca na południowy wschód, by wrócić do prowincji Hebei, przełamując się przez góry w północnej części prowincji. W okolicach Chengde, przez które przepływa, dochodzą doń dopływy: Re, Liu i Bao. Górny bieg rzeki jest szybki, z wieloma bystrzami.
Poniżej Chengde rzeka staje się spławna dla niewielkich jednostek, przez co historycznie była ważna militarnie i handlowo, jako droga zaopatrzenia ze stołecznej prowincji Zhili do terenów poza Wielkim Murem. Płynie skrajem Niziny Chińskiej, otrzymuje wody rzeki Qianlong i wpływa Zatoki Pohaj szeroką na ok. 50 km deltą. Łączna powierzchnia dorzecza wynosi ok. 44,5 tys. km². Rzeka zamarzająca, częściowo kontrolowana (zbiorniki retencyjne), w górnym biegu cierpi ze względu na erozję w wyniku wylesiania zlewni.